# Benson & Farrell
Albums de George Benson
Good King Bad
(1976) Breezin'
(1976)
Benson & Farrell est le quatorzième album studio de George Benson, enregistré en collaboration avec le saxophoniste et flûtiste Joe Farrell. L'album est sorti en 1976 chez CTI Records.

## Contexte et enregistrement
George Benson et Joe Farrell avaient chacun déjà sorti plusieurs albums sur le label CTI Records et avaient tous les deux également contribué aux albums Free (1972) d'Airto Moreira et Giant Box (1973) de Don Sebesky. L'album Benson & Farrell est enregistré les 20 et 21 janvier et le 12 mars 1976 aux studios Van Gelder à Englewood Cliffs et A & R Recording à New York. 
C'est le dernier album que George Benson enregistre pour le label CTI. L'album Pacific Fire sorti en 1983, qui consiste en des titres inédits enregistrés entre juillet et octobre 1975 lors des sessions de Good King Bad, sera le dernier album publié par CTI Records.

## Réception
À sa sortie, l'album Benson & Farrell a été accueilli par des critiques mitigées. Dans la critique rétrospective du site AllMusic, la collaboration est qualifiée de « rencontre instrumentale agréable mais pas vraiment mémorable ».

## Liste des titres
Toutes les chansons sont écrites et composées par David Matthews, sauf indication contraire.
| 1. | Flute Song       | 6:05 |
| 2. | Beyond the Ozone | 7:03 |
| 3. | Camel Hump       | 6:25 |

| 4. | Rolling Home   |                                 | 7:15 |
| 5. | Old Devil Moon | Burton Lane, E.Y. "Yip" Harburg | 9:23 |

## Crédits
- George Benson – guitare
- Joe Farrell – flûte traversière (1, 3, 5), flûte basse (1, 3, 5), saxophone soprano (3, 4)

Musiciens additionnels
- Don Grolnick – piano électrique (1-4)
- Sonny Bravo (en) – piano acoustique (5)
- Eric Gale – guitare (1, 3)
- Steve Khan (en) – guitare (2, 4)
- Will Lee – basse (1-4)
- Gary King (en) – basse (5)
- Andy Newmark – batterie (1-4)
- Nicky Marrero – percussion
- Jose Madera – congas (5)
- Michael Collaza – timbales (5)
- Eddie Daniels – flûte alto (1, 3, 5)
- David Tofani (en) – flûte alto (1, 3)
- David Matthews (en) – arrangements and conductor

Production
- Creed Taylor – production
- Don Hahn – ingénieur du son
- Rudy Van Gelder – ingénieur du son, mixage, mastering
- Rene Schumacher – conception
- Alen MacWeeney – photographie

## Classements
| Classement (1976)            | Meilleure position |
| ---------------------------- | ------------------ |
| États-Unis (Billboard 200)   | 100                |
| États-Unis (Top Jazz Albums) | 3                  |
| États-Unis (Top Soul LPs)    | 27                 |